# Герб Сотниківки
Герб Сотниківки — геральдичний символ українського села Сотниківки Яготинського району Київської області. Герб затверджений сесією сільської ради (автор — О. Желіба).

## Опис
У чорному полі золота зі срібними рогами голова дикого бика тура, що пронизана в андріївський хрест двома срібними козацькими шаблями з червоними китицями, у супроводі золотого лицарського хреста угорі та срібного перекинутого рогами догори півмісяця знизу. Щит накладено на бароковий картуш, що увінчаний золотою короною, створену поєднанням трьох колосків та двох буряків. Допускається використання герба без картуша та корони, із картушем, що містить у своїй верхній частині дату «1729».
Допускається використання герба з додаванням рослинного декору та, чорної стрічки з написом золотими літерами «СОТНИКІВКА» у супроводі золотих мотузочок із китицями.

## Трактування
- чорний фон щита — символ родючого чорнозему, який обробляють сотниківці;
- голова дикого бика тура — символ дикого Яготинського степу, який колонізували козаки (хрест), збройно (шаблі) відбиваючи його у бусурманів (півмісяць);
- лицарський хрест — віра, надія, любов, випробування, спасіння, готовність збройно захищати свою Батьківщину;
- шаблі — символ відваги, сміливості, мужності, завзяття, дружби, готовності збройно захищати свою Батьківщину;
- китиці на шаблях — знак сотенного рангу засновника села сотника Йосипа Павловича;
- перевернутий півмісяць — символ поразки нападників-бусурманів;
- хрест над півмісяцем — символізує перемогу християн над бусурманами, здатність збройно захищати свої ідеали;
- картуш — декоративна прикраса, що виконана в стилі козацького бароко; згадка про те, що село було засноване саме в козацькі часи;
- золота хлібно-бурякова корона — символ місцевого самоврядування й достатку мешканців села.